# 松桃两极虫
松桃两极虫（学名：Myxidium songtaoensis）为两极科两极虫属的动物。在中国，分布于贵州等，营寄生生活，寄生在麦穗鱼的胆囊。